# Fuck tha Police
 Der er for få eller ingen kildehenvisninger i denne artikel, hvilket er et problem. Du kan hjælpe ved at angive troværdige kilder til de påstande, som fremføres i artiklen.

Fuck tha Police er en protestsang af hiphop-gruppen N.W.A. Sangen er fra et af de mest omtalte rap-albums nogensinde, Straight Outta Compton, der af mange menes at være et af de første albums indenfor betegnelsen "gangsta rap". Albummet fik meget kritik af medierne, mens den blev meget succesrig i de amerikanske ghettoer, da den reflekterede mange af disse menneskers livsstil. Albummet bliver betegnet som en "rap-klassiker" og ikke mindst "Fuck tha Police", der beskriver forholdet mellem specielt sorte amerikanere og politiet i det ophedede ghettoliv.
| Musik | Spire Denne musikartikel er en spire som bør udbygges. Du er velkommen til at hjælpe Wikipedia ved at udvide den. |